# Погорнічень
Погорнічень (рум. Pohorniceni) — село в Оргіївському районі Молдови. Утворює окрему комуну.

## Населення
За даними перепису населення 2004 року у селі проживала 951 особа.
Національний склад населення села:
| Національність   | Кількість осіб | Відсоток   |
| ---------------- | -------------- | ---------- |
| молдавани румуни | 929 18         | 97,7% 1,9% |
| українці         | 2              | 0,2%       |
| росіяни          | 2              | 0,2%       |
| Всього           | 951            | 100%       |